# Oregon Convention Center
L'Oregon Convention Center è un centro congressi situato a Portland, Oregon. Completato nel 1989 e aperto nel 1990, si trova sul lato est del fiume Willamette nel quartiere Lloyd District. È noto soprattutto per le sue torri gemelle, che forniscono luce all'interno dell'edificio, e uno dei più grandi pendolo di Foucault del mondo.
Il centro è di proprietà di Metro, il governo regionale dell'area di Portland, ed è gestito dalla Metropolitan Exposition and Recreation Commission, una sussidiaria di Metro.
L'edificio è stato progettato dallo studio di architettura Zimmer Gunsul Frasca Architects (ZGF), che ha curato anche i lavori di ampliamento del 2003. Con un'estensione 93.000 m² è il più grande centro congressi dell'Oregon, comprende 23.700 m² di spazio espositivo e la più grande sala da ballo della città, con una superficie di 3.300 m².
Il centro congressi ha un forte focus sulla sostenibilità. È stato il primo centro congressi a ricevere il massimo punteggio nella la certificazione LEED rilasciata dall'U.S. Green Building Council ed è l'unico ad averla per le operazioni e la manutenzione. Un impianto solare con 6.500 pannelli fornisce circa il 25% dell'elettricità utilizzata, ed è il secondo più grande impianto solare su un centro congressi del paese. Il restante uso di elettricità e gas è compensato con crediti per energie rinnovabili. A tutto questo si aggiunge un giardino di pioggia che filtra l'acqua piovana dal tetto ed un sistema di raccolta differenziata dei rifiuti, inoltre materiali riutilizzabili e cibo in eccesso vengono donati a organizzazioni no profit locali.
Il centro si trova vicino alla fermata della MAX Light Rail di Holloday Street, dalla CL Line, una linea di tram dedicata inaugurata nel 2012 rinominata Loop Service nel 2015 e dalla linea 6 di autobus.
La struttura ospita anche una vasta collezione di opere d'arte pubblica, con opere di artisti principalmente del Nord-ovest Pacifico. La collezione include dipinti, targhe, piastrelle di vetro e ceramica, applique, mosaici, campane e parti di un grande abete di Douglas. Ciascuna delle torri ha un'opera d'arte centrale: la torre est una dragonboat cinese di 12 metri sospesa e, nella torre nord, l'opera Principia di Jones/Ginzel, un pendolo di Foucault sospeso su un alone dorato di raggi e un sistema solare intarsiato nel pavimento.
Nel 2011 é cominciata la costruzione di una "piazza" di 2.800 m² conosciuta come Oregon Convention Center Plaza, inaugurata nel gennaio 2012.
Nel 2016 il centro ha ospitato i Campionati del mondo di atletica leggera indoor, per l'occasione è stata costruita una pista di atletica con 8.000 posti a sedere.
Dal marzo 2020, durante la Pandemia di COVID-19, il centro è stato trasformato nel secondo rifugio temporaneo per la popolazione senzatetto della città.